# بایهلیانگ

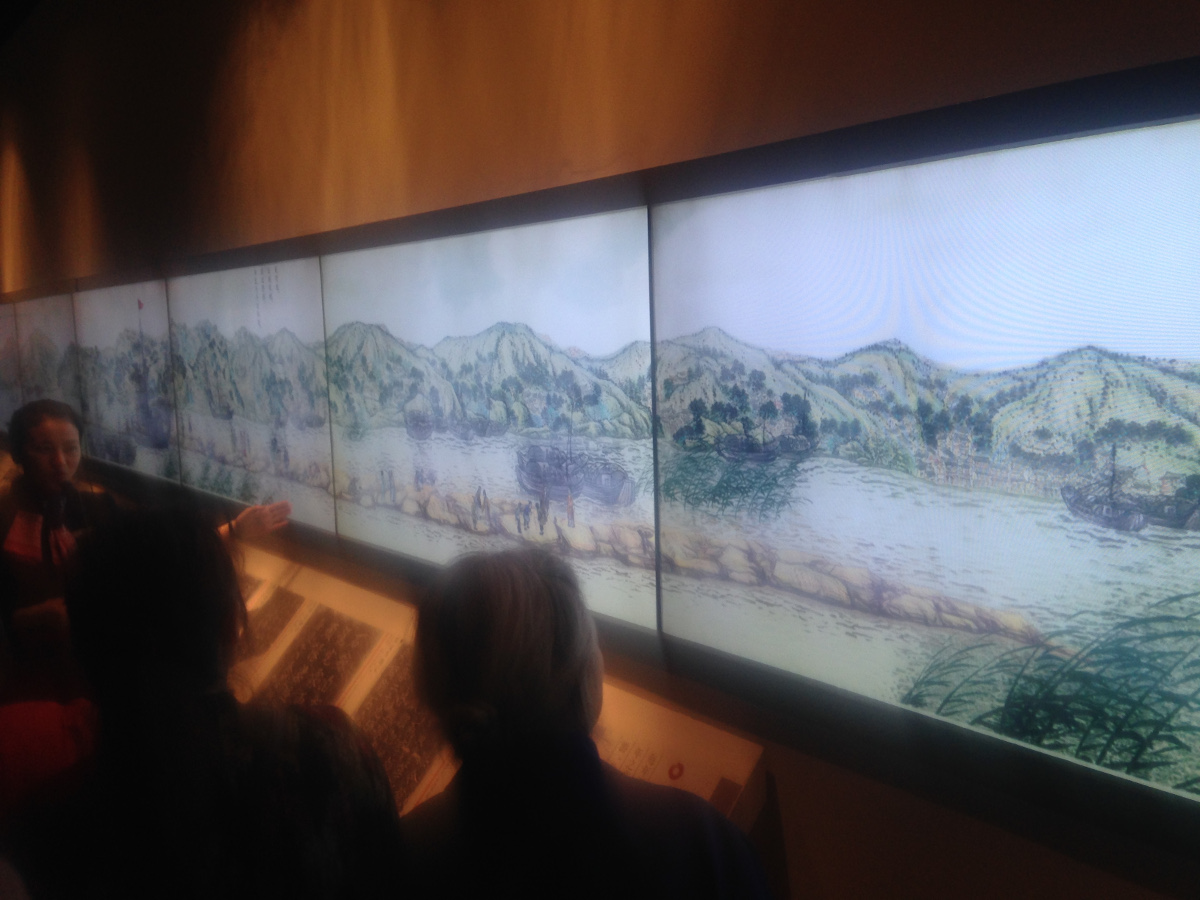
پوستر نمایش داده‌شده در موزه زیرآب بای‌هلیانگ که نمایی از چینش کوه سفید Crane Ridge قبل از ساخت سد سه‌دره را نشان می‌دهد.

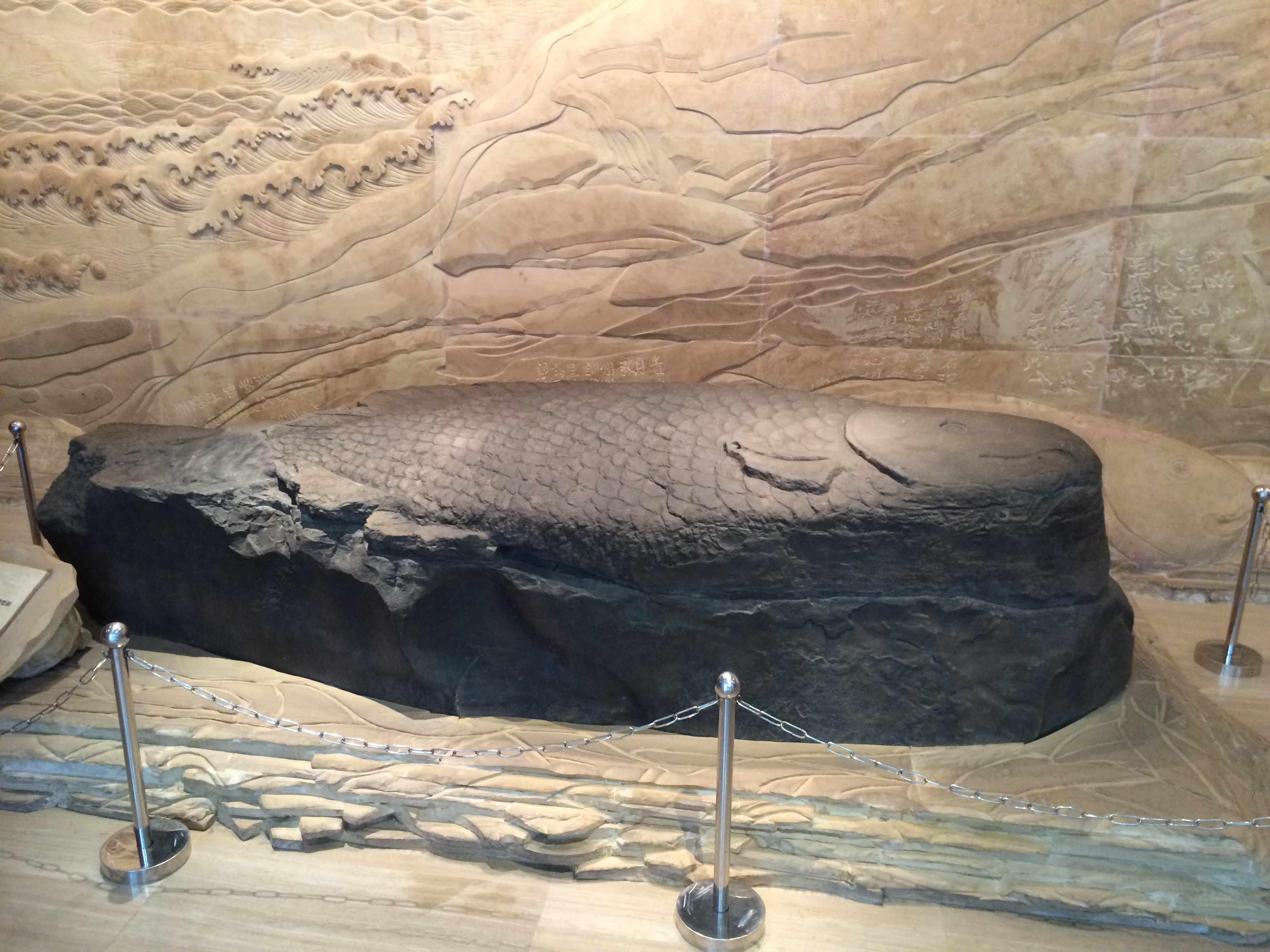
یک ماهی حکاکی‌شده از دودمان چینگ، که قبلاً بر روی کوه سفید قرار داشت و اکنون در موزه به نمایش گذاشته شده است.

بای‌هلیانگ (چینی ساده‌شده: 白鹤梁; چینی سنتی: 白鶴梁; پین‌یین: Báihèliáng; ت.ت. 'White Crane Ridge') یک برجستگی صخره‌ای در منطقه فولینگ، چونگ‌چینگ، چین است که موازی با جریان رود یانگ‌تسه قرار دارد.
در گذشته، بای‌هلیانگ به عنوان یک ابزار باستانی برای اندازه‌گیری سطح آب‌های رود یانگ‌تسه در چین عمل می‌کرد، معادل یک آب‌سنجی. این لبه صخره‌ای افقی به طول ۱٫۶ کیلومتر و عرض ۱۰ تا ۱۵ متر، بیشتر سال زیر آب فرومی‌رفت و تنها در فصل کم‌آب زمستان و اوایل بهار سطح بالای آن از آب بیرون می‌زد. چشمان ماهی‌هایی که بر روی سنگ حکاکی شده‌اند، پایین‌ترین سطوح آب رود یانگ‌تسه را نشان می‌دهند که این مکان را به یک نشانگر گرانبها برای آب‌نگاری تبدیل کرده است. بای‌هلیانگ به عمقی بیش از ۳۰ متر پس از ساخت سد سه‌دره زیر آب فرورفته است.
در این صخره ۱۶۳ حکاکی و تصویر حک شده است که شامل ۱۱۴ یادداشت آب‌شناسی است. که سوابق دقیق سطوح آب در رودخانه را در طول ۱۲۰۰ سال ثبت کرده است، از سال اول دودمان تانگ شهرستان گوانگده در سال ۷۶۳؛ حکاکی‌ها و ماهی‌های حکاکی‌شده با هم طولانی‌ترین تسلسل از این دست در جهان را تشکیل می‌دهند. یکی از حکاکی‌های ماهی که در دوران تانگ حکاکی شده بود، در سال ۱۶۸۵ در لحظه‌ای از کمترین سطح آب دوباره حکاکی شد: اندازه‌گیری‌های مدرن ارتفاع چشم‌های آن‌ها را ۱۳۷٫۹۱ متر ثبت کرده‌اند که تقریباً برابر با نقطه صفر دستگاه اندازه‌گیری سطح آب مدرن است.
حکاکی‌های ماهی و یادداشت‌های آب‌شناسی تا دهه ۱۹۷۰ در غرب تقریباً ناشناخته بودند، زمانی که متخصصان چینی عکس‌هایی از این دو ماهی و داده‌های آب‌شناسی فولینگ در ۱۲۰۰ سال گذشته را در یک سمپوزیوم بین‌المللی آب‌شناسی که در بریتانیا برگزار شد، ارائه دادند.
آشناترین حکاکی ماهی، یک کپور ۲٫۸ متری بود که از بخشی از سنگ آزاد حکاکی شده بود. صدها تقدیر شاعرانه از این مکان در سنگ حک شده بود که اکنون با بالا آمدن آب‌ها و تکمیل سد از بین رفته‌اند. در سال ۲۰۰۳، شین‌هوآ، خبرگزاری رسمی جمهوری خلق چین، داستان آنلاین را با عنوان ۱۰ ژوئن «صخره‌های خطرناک دیگر تهدیدی برای ناوبری یانگ‌تسه نیست» منتشر کرد.
یادداشت‌های حک‌شده بر روی "کوه سفید Crane Ridge" در موزه زیرآب بای‌هلیانگ به نمایش گذاشته شده‌اند، که در ۱۸ مه ۲۰۰۹ به روی عموم باز شد. برخی از حکاکی‌ها همچنین در موزه سه دره در مرکز شهر چونگ‌چینگ به نمایش گذاشته شده‌اند.